# Melinis longiseta
Melinis longiseta är en gräsart som först beskrevs av Achille Richard, och fick sitt nu gällande namn av Georg Zizka. Melinis longiseta ingår i släktet Melinis och familjen gräs. Utöver nominatformen finns också underarten M. l. bellespicata.